# Margarinotus indiicola
Margarinotus indiicola är en skalbaggsart som först beskrevs av Desbordes 1919.  Margarinotus indiicola ingår i släktet Margarinotus och familjen stumpbaggar. Inga underarter finns listade i Catalogue of Life.